# Wirtschaftszahlen zum Automobil/Slowenien
Dies ist eine Unterseite des Artikels Wirtschaftszahlen zum Automobil. Sie enthält Wirtschaftszahlen Sloweniens.

## PKW-Modellreihen mit den meisten Neuzulassungen
| Slowenien | Modellreihe     | Anzahl |
| --------- | --------------- | ------ |
| 1         | Renault Clio    | 7.868  |
| 2         | VW Golf         | 2.964  |
| 3         | Opel Corsa      | 2.942  |
| 4         | Peugeot 206     | 2.659  |
| 5         | Renault Mégane  | 2.643  |
| 6         | Fiat Punto      | 2.260  |
| 7         | VW Polo         | 2.061  |
| 8         | Citroën C3      | 1.582  |
| 9         | Renault Scénic  | 1.390  |
| 10        | Chevrolet Kalos | 1.221  |
|           | Sonstige        | 35.696 |
|           | Gesamt          | 63.286 |

| Slowenien | Modellreihe    | Anzahl |
| --------- | -------------- | ------ |
| 1         | Renault Clio   | 5.946  |
| 2         | Renault Mégane | 2.469  |
| 3         | VW Golf        | 2.426  |
| 4         | Opel Corsa     | 2.160  |
| 5         | VW Polo        | 1.807  |
| 6         | Renault Scénic | 1.771  |
| 7         | Peugeot 206    | 1.727  |
| 8         | Opel Astra     | 1.667  |
| 9         | Fiat Punto     | 1.553  |
| 10        | Hyundai Getz   | 1.359  |
|           | Sonstige       | 37.867 |
|           | Gesamt         | 60.752 |

| Slowenien | Modellreihe           | Anzahl |
| --------- | --------------------- | ------ |
| 1         | Renault Clio          | 6.289  |
| 2         | Renault Mégane        | 2.158  |
| 3         | VW Golf               | 2.044  |
| 4         | Fiat Punto            | 1.972  |
| 5         | Renault Scénic        | 1.801  |
| 6         | VW Polo               | 1.571  |
| 7         | Opel Corsa            | 1.551  |
| 8         | Citroën Xsara Picasso | 1.498  |
| 9         | Opel Astra            | 1.462  |
| 10        | VW Passat             | 1.402  |
|           | Sonstige              | 36.714 |
|           | Gesamt                | 58.462 |

| Slowenien | Modellreihe           | Anzahl |
| --------- | --------------------- | ------ |
| 1         | Renault Clio          | 5.954  |
| 2         | Peugeot 207           | 2.692  |
| 3         | Fiat Punto            | 2.534  |
| 4         | Opel Astra            | 2.259  |
| 5         | Opel Corsa            | 2.183  |
| 6         | VW Golf               | 2.179  |
| 7         | Renault Mégane        | 1.956  |
| 8         | Citroën Xsara Picasso | 1.862  |
| 9         | VW Polo               | 1.784  |
| 10        | Renault Scénic        | 1.718  |
|           | Sonstige              | 40.390 |
|           | Gesamt                | 65.511 |

| Slowenien | Modellreihe           | Anzahl |
| --------- | --------------------- | ------ |
| 1         | Renault Clio          | 4.553  |
| 2         | Fiat Punto            | 2.696  |
| 3         | Peugeot 207           | 2.627  |
| 4         | Opel Astra            | 2.512  |
| 5         | Renault Mégane        | 2.367  |
| 6         | Opel Corsa            | 2.185  |
| 7         | VW Golf               | 2.176  |
| 8         | Kia cee’d             | 1.788  |
| 9         | VW Polo               | 1.675  |
| 10        | Citroën Xsara Picasso | 1.659  |
|           | Sonstige              | 44.295 |
|           | Gesamt                | 68.533 |

| Slowenien | Modellreihe    | Anzahl |
| --------- | -------------- | ------ |
| 1         | Renault Clio   | 3.631  |
| 2         | Fiat Punto     | 3.011  |
| 3         | Renault Mégane | 2.777  |
| 4         | Kia cee’d      | 2.730  |
| 5         | VW Golf        | 2.300  |
| 6         | Opel Corsa     | 1.530  |
| 7         | Peugeot 207    | 1.426  |
| 8         | Opel Astra     | 1.373  |
| 9         | VW Polo        | 1.317  |
| 10        | Škoda Fabia    | 1.248  |
|           | Sonstige       | 34.369 |
|           | Gesamt         | 55.712 |

| Slowenien | Modellreihe    | Anzahl |
| --------- | -------------- | ------ |
| 1         | Renault Clio   | 4.011  |
| 2         | Renault Mégane | 2.789  |
| 3         | VW Polo        | 2.445  |
| 4         | VW Golf        | 2.334  |
| 5         | Opel Astra     | 2.000  |
| 6         | Kia cee’d      | 1.715  |
| 7         | Fiat Punto Evo | 1.604  |
| 8         | Opel Corsa     | 1.502  |
| 9         | Hyundai i30    | 1.486  |
| 10        | Ford Fiesta    | 1.458  |
|           | Sonstige       | 37.882 |
|           | Gesamt         | 59.226 |

| Slowenien | Modellreihe      | Anzahl |
| --------- | ---------------- | ------ |
| 1         | Renault Clio     | 3.806  |
| 2         | Renault Mégane   | 2.644  |
| 3         | VW Polo          | 2.298  |
| 4         | VW Golf          | 1.835  |
| 5         | Opel Astra       | 1.560  |
| 6         | Opel Corsa       | 1.456  |
| 7         | Škoda Octavia    | 1.140  |
| 8         | Hyundai i30      | 1.134  |
| 9         | Citroën Berlingo | 1.115  |
| 10        | Fiat Punto Evo   | 1.111  |
|           | Sonstige         | 40.318 |
|           | Gesamt           | 58.417 |

| Slowenien | Modellreihe    | Anzahl |
| --------- | -------------- | ------ |
| 1         | Renault Clio   | 2.898  |
| 2         | Renault Mégane | 2.019  |
| 3         | VW Polo        | 1.707  |
| 4         | VW Golf        | 1.444  |
| 5         | Škoda Octavia  | 1.165  |
| 6         | Opel Corsa     | 1.038  |
| 7         | Opel Astra     | 1.017  |
| 8         | Peugeot 308    | 946    |
| 9         | Škoda Fabia    | 940    |
| 10        | Kia Rio        | 914    |
|           | Sonstige       | 34.560 |
|           | Gesamt         | 48.648 |

| Slowenien | Modellreihe    | Anzahl |
| --------- | -------------- | ------ |
| 1         | Renault Clio   | 3.944  |
| 2         | VW Golf        | 2.551  |
| 3         | Kia cee’d      | 1.811  |
| 4         | VW Polo        | 1.701  |
| 5         | Škoda Octavia  | 1.303  |
| 6         | Renault Mégane | 1.225  |
| 7         | Renault Scénic | 1.146  |
| 8         | Opel Corsa     | 1.058  |
| 9         | Škoda Fabia    | 900    |
| 10        | Peugeot 208    | 894    |
|           | Sonstige       | 34.345 |
|           | Gesamt         | 50.878 |

| Slowenien | Modellreihe    | Anzahl |
| --------- | -------------- | ------ |
| 1         | Renault Clio   | 3.597  |
| 2         | VW Golf        | 2.846  |
| 3         | VW Polo        | 2.430  |
| 4         | Škoda Octavia  | 2.106  |
| 5         | Renault Captur | 1.392  |
| 6         | Dacia Duster   | 1.385  |
| 7         | Opel Corsa     | 1.279  |
| 8         | Škoda Rapid    | 1.172  |
| 9         | Renault Mégane | 1.147  |
| 10        | Peugeot 208    | 980    |
|           | Sonstige       | 34.962 |
|           | Gesamt         | 53.296 |

| Slowenien | Modellreihe    | Anzahl |
| --------- | -------------- | ------ |
| 1         | Renault Clio   | 4.368  |
| 2         | VW Golf        | 2.803  |
| 3         | VW Polo        | 2.064  |
| 4         | Škoda Octavia  | 2.019  |
| 5         | Škoda Fabia    | 1.653  |
| 6         | Nissan Juke    | 1.648  |
| 7         | VW Passat      | 1.620  |
| 8         | Dacia Duster   | 1.390  |
| 9         | Renault Mégane | 1.239  |
| 10        | Renault Captur | 1.230  |
|           | Sonstige       | 39.416 |
|           | Gesamt         | 59.450 |